# NGC 4388
NGC 4388 è una galassia a spirale situata nella costellazione della Vergine alla distanza di 57 milioni di anni luce dalla Terra.
È una delle galassie più luminose dell'Ammasso della Vergine a causa del suo nucleo attivo che ospita un buco nero supermassiccio. La galassia è circondata un ampio alone di gas ionizzato che si estende per circa 110.000 anni luce. Sulla sua origine sono state formulate due ipotesi: potrebbe trattarsi di gas sottratto a NGC 4388 dall'azione gravitazionale dell'Ammasso della Vergine o potrebbe essere quanto resta di una galassia nana smembrata da NGC 4388.
Recentemente è stata individuata una regione di formazione stellare situata alla distanza di 55.000 anni luce dal disco galattico.

## Galleria d'immagini

NGC 4388 e la regione H II (in fucsia)
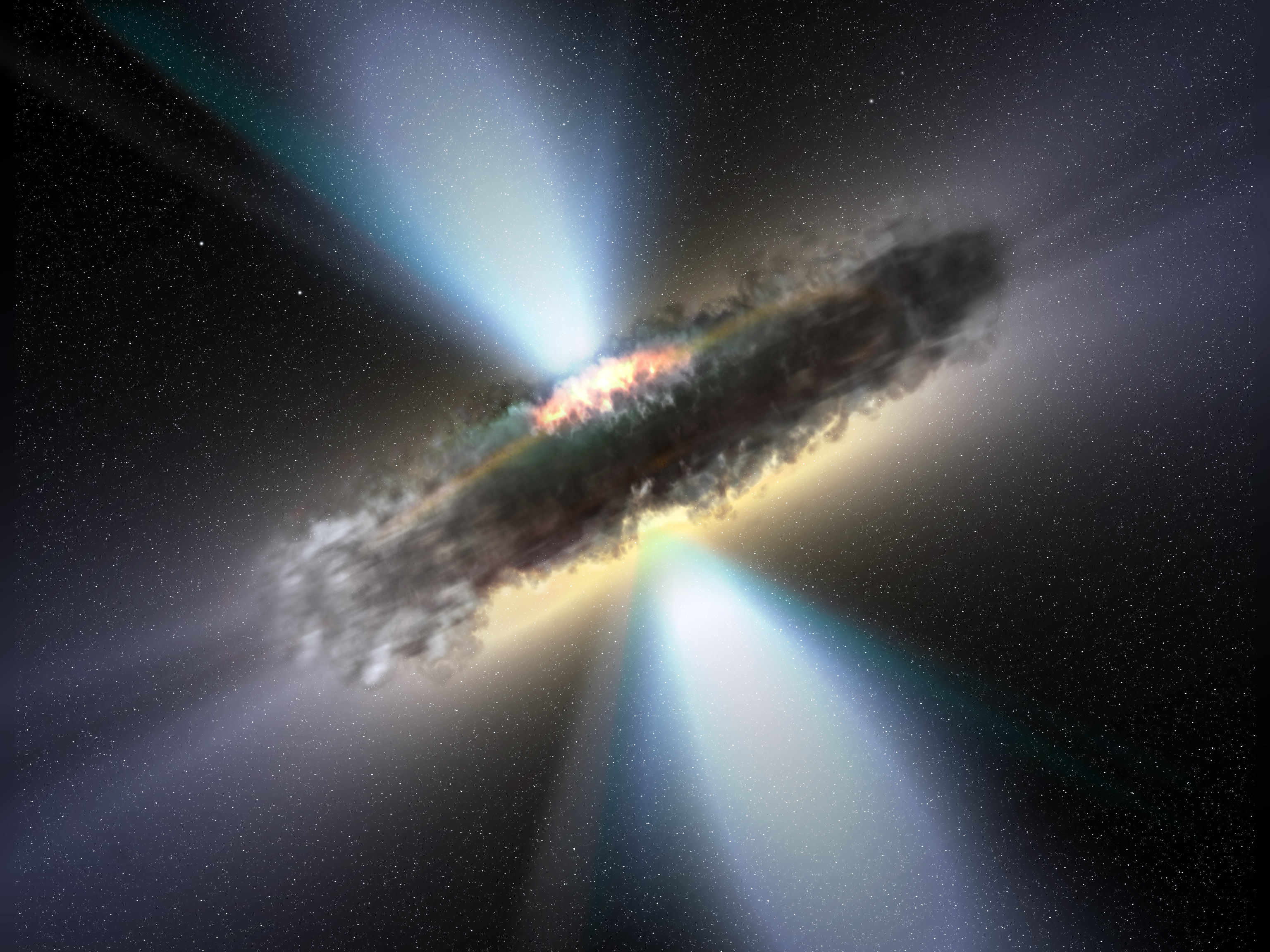
NGC 4388 (interpretazione artistica del nucleo galattico attivo)
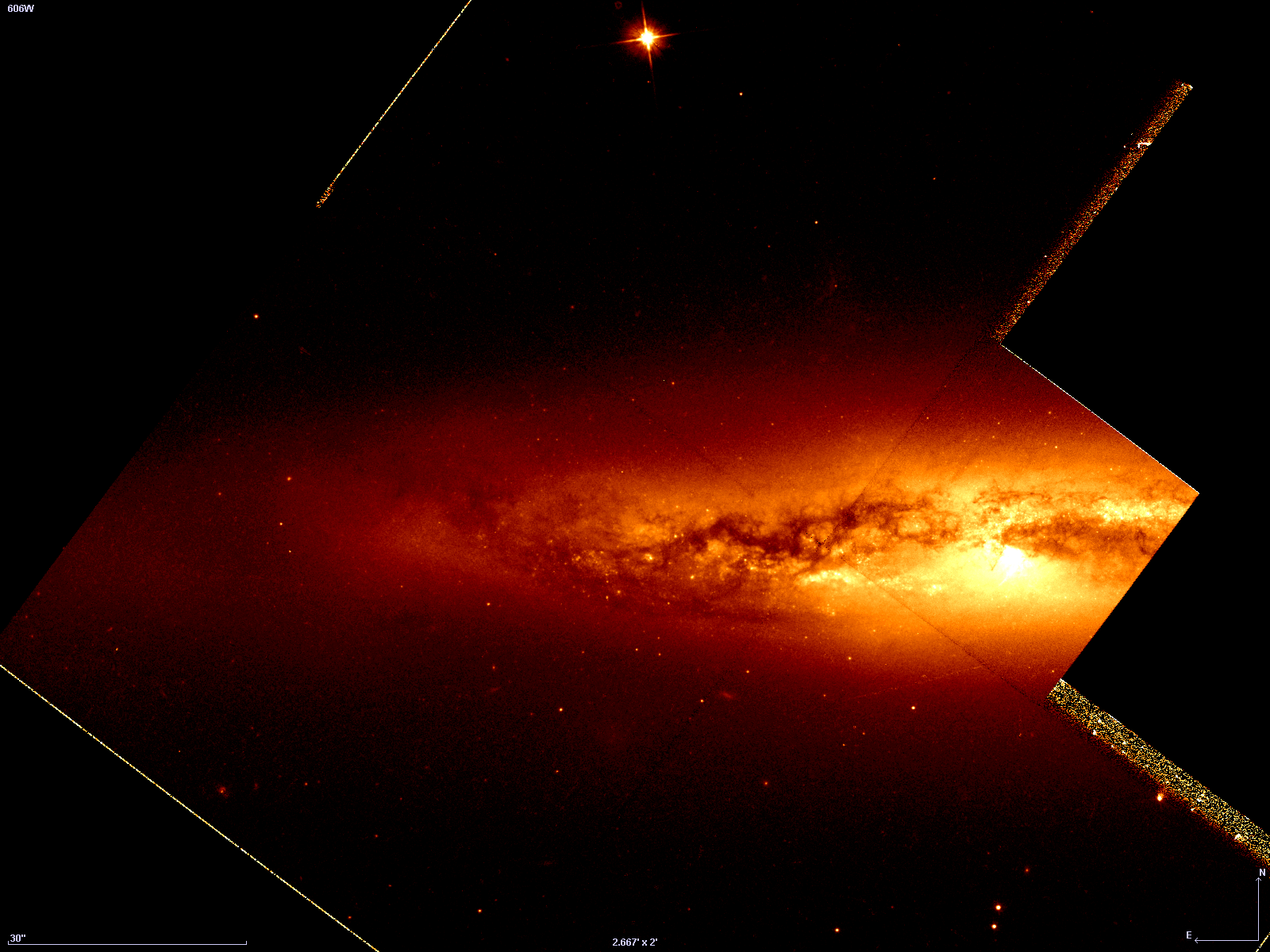
NGC 4388 (Hubble Legacy Archive)